# Álvaro Sierra
Pour les articles homonymes, voir Sierra.
Sierra  Peña est un nom espagnol. Le premier nom de famille, en général paternel, est Sierra ; le second, en général maternel, souvent omis, est Peña.
Álvaro Sierra Peña (né le 4 avril 1967 à Sogamoso) est un coureur cycliste colombien.

## Palmarès
- 1988
  - 3e et 8e étapes du Tour de Colombie
- 1991
  - Tour de Colombie :
    - Classement général
    - 8e étape
- 1993
  - 6e étape du Clásico RCN
- 1994
  - 2e du Tour de Colombie
- 1995
  - 3e du Tour de Colombie
- 1997
  - 3e du Tour de Guadeloupe
- 1998
  - Vuelta a Boyacá
  - 8e étape du Clásico RCN (contre-la-montre)
- 1999
  - Vuelta a Boyacá
  - 3e étape du Clásico RCN (contre-la-montre)
  - 2e du Clásico RCN
- 2000
  - 2e étape de la Vuelta a Boyacá
  - 2e de la Vuelta a Boyacá
  - 3e du Tour du Venezuela
- 2001
  - Vuelta a Boyacá
- 2002
  - 4e étape de la Vuelta al Tolima
  - 2e de la Vuelta al Tolima
- 2003
  - 1re étape du Doble Sucre Potosi GP
  - Doble Copacabana Grand Prix Fides  :
    - Classement général
    - 3e (contre-la-montre) et 4e étapes

  - 7e et 10e étapes du Tour du Costa Rica
  - 2e du Clásico RCN
  - 3e du Tour de Colombie
  - 3e du Tour du Costa Rica
- 2004
  - Vuelta a Cundinamarca :
    - Classement général
    - 2e étape (contre-la-montre)
- 2005
  - Doble Sucre Potosi GP :
    - Classement général
    - 1re et 2e étapes

  - 3e étape de la Vuelta a Boyacá
  - 4e étape du Doble Copacabana Grand Prix Fides
  - 2e du Clásico RCN
  - 3e du Tour de Colombie
- 2006
  - 8e[1] et 14e[2] étapes du Tour de Colombie
  - 4e étape du Doble Copacabana Grand Prix Fides
  - 2e du Doble Sucre Potosi GP 
  - 3e du Tour de Colombie
  - 3e du Doble Copacabana Grand Prix Fides
- 2007
  - 3e du Doble Sucre Potosi GP
- 2008
  - 7eb étape du Tour de Bolivie
  - 2e de la Vuelta a Cundinamarca
  - 2e du Tour de l'Équateur 
  - 3e du Tour de Bolivie

## Résultats sur lesgrands tours

### Tour d'Italie
2 participations.
- 1989 : Non partant au matin de la 20e étape.
- 1996 : 82e du classement général.

### Tour d'Espagne
3 participations.
- 1990 : 19e du classement général.
- 1991 : 33e du classement général.
- 1993 : Abandon lors de la 18e étape.

## Résultats sur les championnats

### Championnats du monde professionnels
1 participation.
- 1992 : 73e au classement final.

## Classements mondiaux
| Année            | 2005 | 2006 | 2007 | 2008 | 2009 |
| ---------------- | ---- | ---- | ---- | ---- | ---- |
| UCI America Tour | 23e  | 23e  | 70e  |      | 17e  |